# Manifest českých spisovatelů
Manifest českých spisovatelů, zveřejněný pod názvem Čeští spisovatelé českému poselstvu bylo první domácí veřejné prohlášení za první světové války, které požadovalo sebeurčení českého národa. Bylo vydáno 17. května 1917. Byl adresován českým poslancům Říšské rady a podepsalo ho přes 200 českých spisovatelů, novinářů a vědců. Autorem je Jaroslav Kvapil, tehdejší ředitel činohry českého Národního divadla. Poslanci měli podle manifestu přestat být loajální k Rakousko-Uhersku a podporovat práva českého národa a českého státu anebo odstoupit z Říšské rady.

## Zveřejnění Manifestu
Poprvé zveřejnil Manifest staročeský deník Národ dne 17. května 1917. O den později jej otiskla Národní politika a po ní převzaly venkovské listy.

## Signatáři manifestu
Manifest podepsalo 215 spisovatelů: Jindřich Šimon Baar, Edward Babák, Jan Bartoš, Bohumil Bauše, Václav Beneš-Šumavský, Božena Benešová, R. Bojko, Jan Bor, Josef Borovička, F. A. Borovský, Sigismund Bouška, Bohumil Brodský, Otokar Březina, Otakar Bystřina, Josef Čapek, Karel Čapek, Karel Matěj Čapek-Chod, Emanuel Čenkov, Adolf Černý, Karel Červinka, Jakub Deml, František Drtina, Viktor Dyk, Otokar Fischer, Václav Flajšhans, František Flos, Břetislav Foustka, Emil Franke, Bedřich Frída, Marie Gebaeurová, Jiří Guth, Karel Guth, Jaroslav Haasz, Antonín Hajn, Josef Hanuš, Stanislav Hanuš, Zdenka Hásková, Prokop M. Haškovec, Vilém Julius Hauner, Jan Havlasa, Jan Heidler, F. K. Hejda, Vladimír Helfert, Jan Herben, František Herites, Ignát Herrmann, Antonín Heveroch, Adolf Heyduk, Karel Hikl, Karel Hugo Hilar, Jaroslav Hilbert, Joe Hloucha, Karel Hoch, Josef Holeček, Josef Holý, Josef Richard Hradecký, Jan Hudec, Emanuel Chalupný, Karel Chodounský, František Chudoba, Karel Chytil, Methoděj Jahn, Josef Jahoda, Jan Jakubec, Gustav Jaroš, Hanuš Jelínek, Viktor Kamil Jeřábek, Růžena Jesenská, Alois Jirásek, Karel Jonáš, Václav Alois Jung, Jan Kabelík, Karel Kadlec, Karel Kálal, Marie Kalašová, Josef Kalus, Bohdan Kaminský, Jan Kapras, František Khol, Antonín Klášterský, Jan Klecanda, Bohdan Klineberger, Karel Klostermann,  Bohuslav Knösl, Jaroslav Kolman, Karel Kolman, Jan Koloušek, Josef Deograd Konrád, Josef Kořenský, Jan Koula, Stanislav Kovanda, Eliška Krásnohorská,  František Krejčí, F. V. Krejčí, Kamil Krofta, Rudolf Krupička, Petr Křička, Louis Křikava, Josef Štefan Kubín, Josef Kuffner, Josef Kuchař, František Kvapil, Jaroslav Kvapil,  Vlastimil Kybal, Josef Laichter, Edvard Lederer-Leda, Karel Leger, Emanuel z Lešehradu, Jan Lier, Stanislav Lom, Ludvík Lošťák, Antonín Macek, Karel B. Mádl, Jiří Mahen, Jan Máchal, Josef Svatopluk Machar, Marie Majerová, Helena Malířová, František Mareš, Jaroslav Maria, Miloš Marten, Vojtěch Martínek, Karel Mašek, Pavla Maternová, Vilém Mathesius, Karel Mečíř, Jindřich Metelka, Alois Mrštík, Augustin Eugen Mužík, Antonín Nečásek, Zdeněk Nejedlý, Bohumil Němec, Lubor Niederle, Arne Novák, Ladislav Novák, Oldřich Novotný, Václav Novotný, František Obrtel, Ivan Olbracht, Hanuš Opočenský, Jan Opolský, Jan Osten, Gustav Pallas, Jan Patrný, Josef Pešek, Karel Pippich, Jiří Polívka, Gabriela Preissová, Arnošt Procházka, František Serafínský Procházka, Ondřej Přikryl, Emanuel Rádl, Karel Václav Rais, Miroslav Rutte, August Sedláček, František Sekanina, Primus Sobotka, Karel Scheinpflug, Antonín Schulz, Karel Elgart Sokol, František Sokol-Tůma, Karel Stanislav Sokol, Antonín Sova, Adolf Srb, Otakar Srdínko, Antal Stašek, Ferdinand Strejček. Pavel Sula, Lothar Suchý, Jiří Sumín, Tereza Svatová, Emil Svoboda, František Xaver Svoboda, Růžena Svobodová, Alois Svojsík, Ladislav Syllaba, František Xaver Šalda, Karel Šelepa, Josef Vítězslav Šimák, Josef Šimánek, Otakar Šimek, Karel Šípek, Antonín Šnajdauf, Ervín Špindler, Václav Štech, Václav Vilém Štech, Josef Štolba, František Táborský, Josef Teige, Felix Téver, Otakar Theer, Josef Thomayer, Jan Thon, Anna Marie Tilschová, Karel Toman, Emil Tréval, Renáta Tyršová, Antonín Uhlíř, Rudolf Urbánek, Jindřich Vančura, Božena Viková-Kunětická, Jaroslav Vlček, Jan Voborník, Jindřich Vodák, Václav Vojtíšek, František Votruba, Quido Maria Vyskočil, František Wald, Richard Weiner, Adolf Wenig, Jan z Wojkowicz, Zdeněk Záhoř, František Zavřel, Stanislav Zíma, Josef Zubatý, Ladislav Narcis Zvěřina, Franta Župan.
Ze známých spisovatelů odmítl Manifest podepsat Petr Bezruč, který byl krátce před jeho vznikem perzekvován a vězněn; jako politicky nespolehlivý byl ze svého místa poštovního úředníka odeslán na nucenou dovolenou s malým čekatelským platem.

## Text manifestu
Českému poselstvu na říšské radě!
Obracíme se k Vám, pánové, ve velké době našeho národního života, v době, za niž všichni budeme odpovídati celým staletím. Obracíme se k Vám, k poselstvu českého lidu, dobře vědouce, že my čeští spisovatelé, osobnosti v našem životě veřejně činné a známé, máme nejen právo, nýbrž i povinnost, mluvit za rozhodnou většinu českého světa kulturního a duchovního, ba i za národ, jenž sám promluviti nemůže.
Co nejdříve sejde se říšská rada a politickému zastupitelstvu českého národa naskytne se poprvé za války příležitost, aby z její tribuny projevilo všechno, co se dosud projeviti nemohlo ani tiskem, ani jiným veřejným způsobem.... Nuže, pánové, aspoň tam buďte pravdivými mluvčími svého národa, aspoň tam povězte státu i světu, co Váš národ chce a na čem trvá! Aspoň tam splňte svou svatosvatou povinnost a zastaňte se českých práv a českých požadavků v této nejosudovější době světových dějin způsobem nejrozhodnějším a nejobětavějším, neboť nyní rozhoduje se o českém osudu na celá staletí! ... Teď však se otevírají brány rakouského parlamentu, a politickým zástupcům národů poprvé se naskýtá příležitost, aby, budou-li chtíti, svobodně mluvili a jednali. Cokoliv řeknou a cokoliv ujednají, uslyší se nejenom doma, nýbrž i v celé Evropě, ba v zámoří. Na Vás pánové, jakožto na mluvčí českoslovanského národa pohlížeti budou dnešek i budoucnost, a není sporu, čeho po Vás žádají. ...
Evropa demokratická, Evropa národů svéprávných a svobodných jest Evropou zítřka a budoucnosti. Národ žádá po Vás pánové, abyste byli s touto velkou dějinnou chvílí, abyste jí věnovali všechny své schopnosti, abyste jí obětovali všechny jiné zřetele, abyste v té chvíli jednali jako mužové nezávislí, mužové bez všelikých závazkův a prospěchův osobních, mužové svrchovaného mravního a národního vědomí. Nedovedete-li učiniti zadost všemu, čeho národ po Vás žádá a co Vám ukládá, vzdejte se raději svých mandátů, prve než na říšskou radu vejdete, a odvolejte se k své nejvyšší instanci: k svému národu!
V Čechách a na Moravě, v květnu 1917.

## Další reakce české inteligence
Manifest podpořili dalšími veřejnými prohlášeními a podpisy odborní spisovatelé a učenci, čeští výtvarníci a profesoři českých technik v Brně a Praze (Zveřejněno 27. května.).
Mezi podpisy byla významná jména jako:
- Odborní spisovatelé a učenci: Přemysl Šámal, Čeněk Zíbrt
- Čeští výtvarníci: Vratislav Nechleba, Otokar Nejedlý, Max Švabinský, Vlaho Bukovac
- Profesoři českých technik: Karel Engliš, Josef Fanta

a další.
V dalších dnech přibyla podpůrná prohlášení institucí a spolků jako Dělnický výbor firmy Breitfeld a Daněk, Svaz československého studentstva, Výbor pro volební právo žen, Sdružení akademicky vzdělaných žen a profesoři průmyslové školy na Smíchově. Své podpisy dodatečně připojili další spisovatelé, např. Josef Hais Týnecký a Petr Zenkl.
Z fronty zaslal svůj podpis 28. 8. 1917 S. K. Neumann.

## Manifest a jednání Říšské rady
Na bouřlivém jednání Říšské rady 30. května 1917 přečetl Manifest česky a německy český poslanec František Staněk. Následně vystoupil slovinský poslanec s obdobným prohlášením, požadujícím sjednocení území, ve kterých žijí Slovinci, Chorvati a Srbové. Tato a další vystoupení slovanských poslanců narazila na odpor poslanců německých, obávajících se o práva Němců v Čechách na vlastní samosprávu. Schůze byla uzavřena tím, že ministerský předseda slíbil, že k prohlášením zaujme vláda stanovisko.